# 7 août dans les chemins de fer
7 juillet 7 septembre
Chronologies thématiques
- Croisades
- Sports
- Disney

Cette page concerne les événements qui se sont déroulés un 7 août dans les chemins de fer.

## Événements

### XXesiècle
- 1909. France : ouverture du tronçon Berck-Plage - Merlimont de la ligne de Berck-Plage à Paris-Plage.